# طريق الآلام

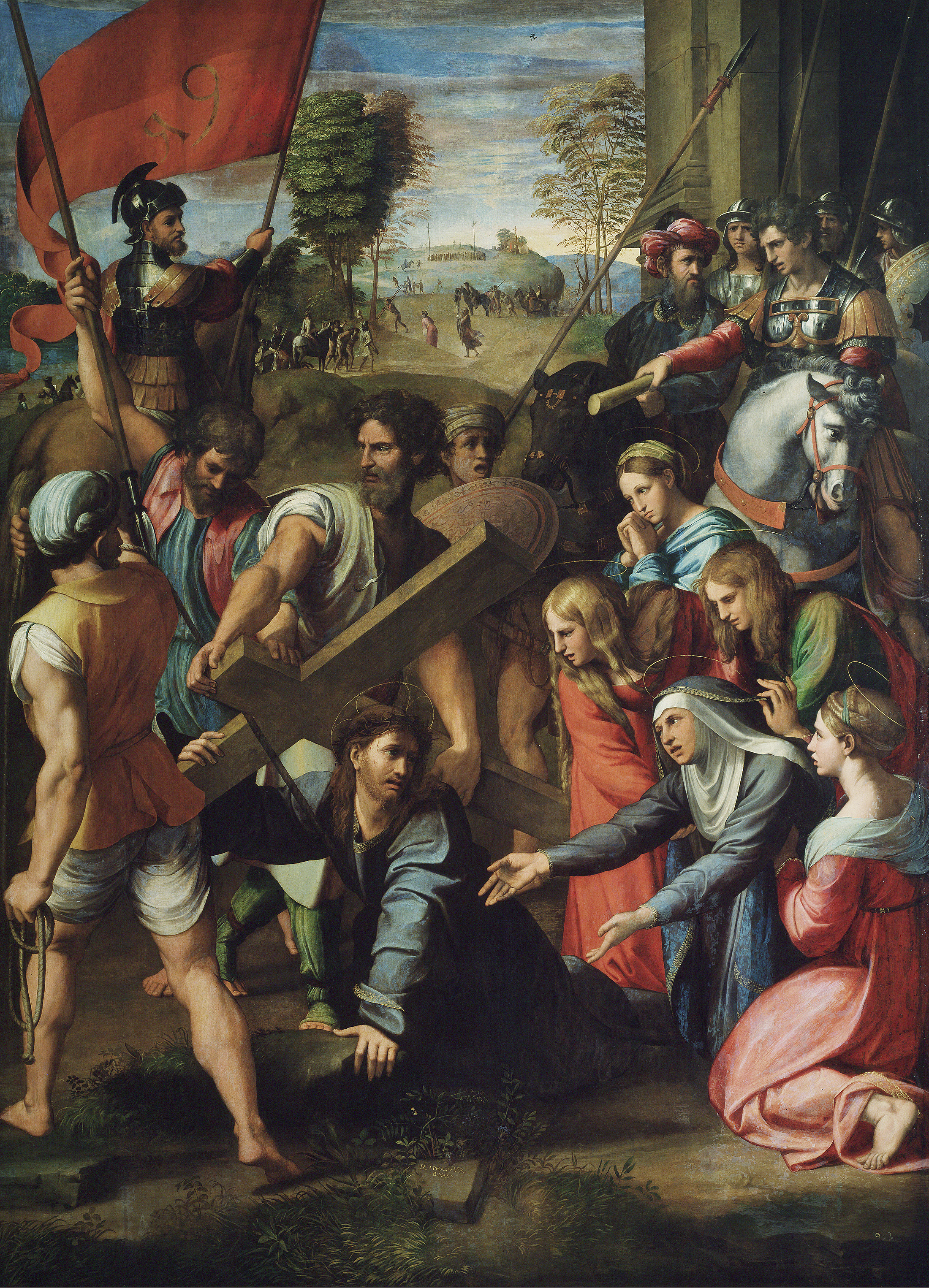
صورة توضح تعذيب السيد المسيح، رسمت عام 1516 من قبل الرسام رفائيل.

طريق الآلام بحسب المعتقد المسيحي هي الطريق التي سلكها السيد المسيح من باب الأسباط إلى كنيسة القيامة عندما قام اليهود بتعذيبه وصلبه. وفيها عذب وجلد وحمل صليبه بالكامل طوال الطريق.